# Empreendedorismo social

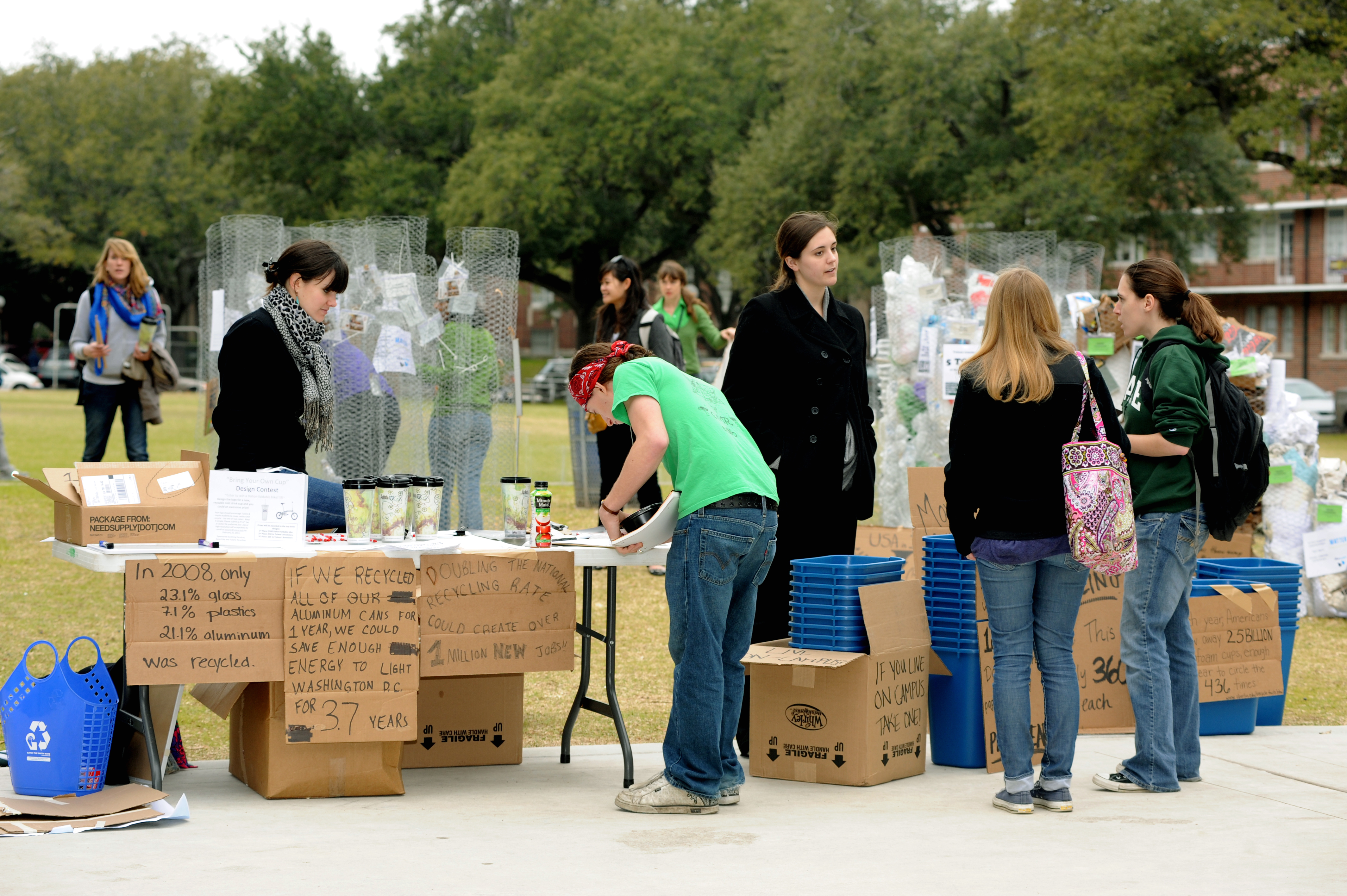
Liga de Ação Ambiental da Universidade Tulane, Nova Orleans, fevereiro de 2011

A palavra empreendedorismo tem origem francesa "entrepeneur", que significa fazer algo novo. Empreendedorismo é o processo de iniciativa de implementar  negócios ou mudanças em empresas já existentes e está muito relacionado à questão de inovação, ontem tem determinado objetivo de criar algo novo dentro de um setor, ou criar um novo setor. Empreender significa transformar uma realidade em que se está inserido, trabalhar com seu próprio empreendimento e buscar sucesso com ele. No entanto, nem sempre a palavra “empreender” vem acompanhada da palavra “lucro” ou “ganhos financeiros”, os objetivos podem ser outros, como ajudar um certo grupo de pessoas, uma comunidade, uma classe social, sem visar o lucro monetário, mas sim algo de valor muito maior, um conhecimento adquirido, uma ajuda, um auxílio e com isso conseguir tornar as pessoas e a comunidade melhor.
De maneira mais ampla, o termo pode se referir a qualquer iniciativa empreendedora feita com o intuito de avançar causas sociais e ambientais. Essa iniciativa pode ser com ou sem fins lucrativos, englobando tanto a criação de um centro de saúde com fins lucrativos em uma aldeia onde não exista nenhuma assistência à saúde, como a distribuição de remédios gratuitos para a população pobre. O empreendedorismo é extremamente importante para a sociedade, pois o ato de empreender está diretamente ligado a atitudes criativas e inovadoras, que também envolve a capacidade de organizar e obter recursos. Alguns autores definem empreendedorismo como sendo o envolvimento de pessoas e processos que, em conjunto, levam à transformação de ideias em oportunidades.

## Definição
O empreendedorismo social, antes de tudo, trata-se de uma ação inovadora voltada para o campo social cujo processo se inicia com a observação de determinada situação-problema local, para a qual se procura, em seguida, elaborar uma alternativa de enfrentamento .
O empreendedor social visa à maximização do capital social (relações de confiança e respeito) existente para realizar mais iniciativas, programas e ações que permitam para uma comunidade, cidade ou região se desenvolverem de maneira sustentável. Ele faz esses avanços disseminando tecnologias produtivas, aumentando a articulação de grupos produtivos e estimulando a participação da população na esfera política, ampliando o "espaço público" dos cidadãos em situação de exclusão e risco. Para tanto utiliza técnicas de gestão, inovações produtivas, técnicas de manejo sustentável de recursos naturais e criatividade para fornecer produtos e serviços que possibilitem a melhoria da condição de vida das pessoas envolvidas e beneficiadas, através da ação dos empreendedores sociais externos e internos a comunidade. 
O empreendedorismo social surge em contextos turbulentos, de crise e desafios econômicos, sociais e ambientais. O meno que é alvo de pesquisas recentes, tem combinado diversas ideias para descrever o empreendedor social, sendo esta flexibilidade dinâmica de noções a principal causa da aparente falta de clareza do conceito  Apesar de ser uma vertente do empreendedorismo considerada nova, os empreendedores sociais estão presentes na sociedade há muito tempo e podem ser encontrados ao longo da história. Os empreendedores sociais são motivados por promover o bem estar da sociedade, tendo assim, uma missão social.
Existe uma diferença entre o empreendedorismo social e a responsabilidade social, que pode causar certa confusão. A responsabilidade social é caracterizada por produzir bens e serviços que irão beneficiar a comunidade, mas também a si próprio, e possui como foco o mercado e atende a comunidade conforme a sua missão. Além disso, a medida de desempenho utilizada é o retorno aos envolvidos e stakeholders. Outra característica importante da responsabilidade social, é que ela visa agregar valor estratégico ao negócio, atender expectativas do mercado e da percepção da sociedade e consumidores. Já o empreendedorismo social, produz bens e serviços visando beneficiar a comunidade local e global, e tem seu foco na busca de soluções para os problemas sociais e as necessidades que a comunidade enfrenta. A medida de desempenho utilizada é o impacto e a transformação social gerados pela sua ação. O empreendedorismo social visa resgatar pessoas da situação de risco social e promove-las, gerando capital social, inclusão e emancipação social..

## Surgimento do empreendedorismo social
É de extrema importância para a sociedade que existam iniciativas sociais que busquem promover o empreendedorismo, visando criar valores para a sociedade. Alguns autoresafirmam que o empreendedorismo social surgiu devido a incapacidade das entidades governamentais em tratar os problemas sociais, seja devido a questões orçamentárias ou até mesmo políticas. Abaixo encontram-se alguns dos primeiros empreendedores sociais:
- A inglesa Florence Nightingale, fundadora da primeira escola de enfermagem que desenvolveu práticas de enfermagem modernas na Segunda Guerra Mundial através de reformas profundas nos hospitais do exército inglês[8];
- Michael Young, fundador do “Institute for Community Studies” em 1953 e da “School for Social Entrepreneurs” (SSE) em 1997, no Reino Unido, apontado como tendo desempenhado um papel central na promoção e legitimação do campo do empreendedorismo social;
- Maria Montessori, a primeira médica italiana que, nos anos 60 do século XX, criou um método de educação revolucionário que consistia na defesa de que cada criança tinha um desenvolvimento único. O sucesso do seu método conduziu à criação de diversas Escolas Montessori;
- Susan B. Anthony Lutou pelos Direitos das Mulheres nos Estados Unidos, incluindo o direito de controlar os bens, e ajudou a liderar o processo de aprovação da 19ª emenda;
- Vinoba Bhave foi fundador e líder do Land Gift Movement (Movimento de Doação de Terras), levou à redistribuição de mais de 17.300.000 hectares de terra para ajudar os intocáveis e os sem-terra da Índia;
- Margaret Sanger foi a fundadora da Planned Parenthood Federation of America (Federação Americana do Planeamento Familiar) nos Estados Unidos da América, e dirigiu o movimento em prol do planeamento familiar em todo o mundo;
- John Muir era defensor da natureza e conservador, fundou o Sistema Nacional de Parques e ajudou a fundar o Sierra Club;
- Jean Monnet foi o responsável pela reconstrução da economia francesa após a Segunda Guerra Mundial, incluindo a criação da Comunidade Europeia do Carvão e do Aço (CECA). A CECA e o Mercado Comum Europeu foram precursores diretos da União Europeia.

O crescimento das estatais aconteceu de maneira pouco articulada e planejada, o que gerou uma limitação nas possibilidades de realizações de estratégias conjuntas, não apenas entre as distintas esferas federal, estadual e municipal, como entre órgãos da administração direta e indireta, diminuindo, assim, a eficácia das políticas macroeconômicas.
O empreendedorismo social surge com o aumento de diversos fatores que afetam a sociedade, como as crises humanitárias e ambientais, e com a dificuldade do Estado em conseguir atender a todas as necessidades sociais emergentes. Isso tem despertado iniciativas da sociedade civil na busca de alternativas que respondam as necessidades da mesma, que não são atendidas pelo Estado ou pelo mercado. Os empreendedores sociais atuam na criação de valores sociais através da inovação e da força de recursos financeiros, independente da sua origem, visando o desenvolvimento social, econômico e comunitário, na busca de melhorar a vida das pessoas que estão envolvidas.

## Características do empreendedorismo social
O empreendedorismo social é uma forma de empreender, em que o empreendedor monta um negócio, onde o seu maior objetivo não é gerar lucro financeiro, mas buscar promover a qualidade de vida das pessoas que estão envolvidas, através da resolução de algum problema social existente. Os empreendedores sociais trabalham com uma gestão de maior risco, por isso tendem ter maior tolerância em relação às incertezas, já que operam em um cenário mais dinâmico. Contam principalmente com proatividade e inovação em seu negócio, que é de grande relevância considerando a atuação de uma ideia em um contexto novo e inesperado.
Os empreendedores sociais criam valores sociais através da inovação e da força de recursos financeiros, independente da sua origem, visando ao desenvolvimento social, econômico e comunitário.
A grande diferença dos empreendedores sociais referidos segundo pesquisadores, comparativamente com os atuais, reside na escala e no alcance do impacto social que os últimos conseguem gerar, bem como na multiplicidade de abordagens que são aplicadas para resolver os problemas sociais
Assim como os empreendedores em geral buscam inovar nos mais variados tipos de negócios, os empreendedores sociais não fogem dessa vertente, porém, eles aproveitam as oportunidades afim de melhorar os sistemas e buscando formas de modificar aspectos da sociedade que podem ser melhorados. É característico que um empreendedor social proponha soluções para problemas sociais, com responsabilidade social, visando promover a qualidade de vida dos envolvidos, além de verificar a viabilidade que esse negócio tem de ser escalável.
São necessários que alguns passos sejam observadas antes da implementação de empreendimento social. Antes de tudo, é necessária uma ideia e ela deve apresentar algumas características fundamentais, tais como: 
- 1º: ser inovadora;
- 2º: ser realizável;
- 3º: ser autossustentável;
- 4º: envolver várias pessoas e segmentos da sociedade, principalmente a população atendida;
- 5º: provocar impacto social e permitir que seus resultados possam ser avaliados.

Os passos seguintes são: colocar essa ideia em prática, institucionalizar e gerar um momento de maturação até que seja possível a sua multiplicação por outras localidades, criando, assim, um processo de rede de atendimento ou de franquia social, até se tornar política pública.

## Empreendedorismo social no Brasil
Segundo pesquisas o cenário do empreendedorismo social no âmbito brasileiro são destacadas perspectivas em duas direções: desafios e possibilidades.
Entre os desafios destacados, dois se sobressaem. O primeiro é a criação de capital social, considerado essencial para o sucesso e continuidade das ações empreendedoras. No contexto brasileiro, fatores como a cultura individualista, o ego institucional e a vaidade de gestores — tanto no setor público quanto no privado e no terceiro setor — dificultam a construção de redes de confiança e colaboração, fundamentais para o avanço de iniciativas sociais.
Outro desafio encontrado pelo empreendedorismo social no Brasil que a pesquisa afirmou  e dá em relação ao empoderamento das pessoas no processo, é preciso quebrar a cultura de vitimismo entre os marginalizados excluídos e começar uma cultura de fortalecimento entre os empreendimentos e as pessoas que se beneficiarão dele e fazer com que ambos trabalhem em conjunto para o atingimento de um objetivo em comum. 
No Brasil, existem empreendimentos conhecidos e de sucesso, como por exemplo:
- Projeto Tamar, que tem como objetivo a preservar as espécies de tartarugas marinhas;
- Asid surgiu em 2010 com o objetivo de auxiliar na gestão de escolas e instituições que trabalham com pessoas especiais;
- Instituto Chapada é outro exemplo, cujo empreendimento tem como objetivo ajudar a formação de professores e coordenadores pedagógicos;
- Enactus, que está presente em 36 países e tem como objetivo inspirar alunos universitários a melhorar o mundo através da ação empreendedora;
- Parque Ibirapuera Conservação que empodera comunidades a cuidar de espaços urbanos verdes, públicos e abertos.
- Ashoka, que está presente no mundo todo e tem como objetivo apoiar empreendedores sociais;
- Grupo de Apoio ao Adolescente e Criança com Câncer, a GRAACC tem como meta oferecer a crianças e adolescente com câncer um atendimento de alto padrão e qualidade.
- Artemisia, que tem seis diferentes vertentes para ajudar na gestão de empreendimentos sociais: inspiração, educação, busca e seleção de negócios, aceleração de empreendimentos, projetos institucionais e conhecimento....